# Раєв Михайло Григорович
Михайло Григорович Раєв (Яків Семенович Камінський) (2 січня 1894, місто Чигирин, тепер Черкаської області — розстріляний 4 березня 1939, Москва) — радянський діяч органів держбезпеки, начальник УНКВС по Чечено-Інгушській АРСР та по Сталінградській області, народний комісар внутрішніх справ Азербайджанської РСР. Входив до складу особливої трійки НКВС СРСР. Депутат Верховної Ради СРСР 1-го скликання (1937—1938).

## Біографія
Народився в родині дрібного підрядника Семена Камінського. У 1908—1909 роках — хлопчик в шкіряному магазині міста Луганська. У 1909—1911 роках — чорнороб на заводі Гартмана в Луганську.
У 1911—1912 роках — конторник на млині в місті Чигирині. У 1912—1913 роках — конторник у бухгалтерській конторі Гуревича в місті Бахмуті. У 1913—1914 роках — робітник у вогнетривких кар'єрах села Кіндратівки. У 1914—1915 роках — конторник в конторі Зінгера в селі Сміле. З 1914 по 1915 рік був членом Партії соціалістів-революціонерів.
З 1915 року — рядовий 195-го полку російської армії. У 1917 році — член ротного і полкового комітетів  195-го полку російської армії. З 1917 по січень 1918 року був командиром 195-го полку.
З грудня 1918 року — боєць радянського партизанського загону Чигиринського повіту. З квітня 1919 по березень 1920 року був членом партії боротьбистів. Перебував на підпільній роботі в Київській губернії. У грудні 1919 року — член Чигиринського повітового революційного комітету і міського виконавчого комітету Київської губернії.
У грудні 1919 — 1920 року — завідувач секретного відділу Васильківської надзвичайної комісії (ЧК) Київської губернії.
Член РКП(б) з березня 1920 року.
У 1920 році — співробітник Сквирської ЧК Київської губернії; завідувач контрольного відділу Сквирського районного комітету КП(б)У; начальник загородзагону по боротьбі із спекуляцією в місті Черкасах.
До грудня 1920 року — на партійній роботі в Дагестані.
У грудні 1920 — 1921 року — начальник контррозвідувального відділу Дербентської ЧК. У 1921 році — помічник начальника секретно-оперативної частини Дербентської ЧК. У 1921—1922 роках — начальник політбюро ЧК Дербентського повіту.
У 1922 році — помічник начальника секретно-оперативної частини Дагестанського обласного відділу ДПУ. У 1922—1923 роках — начальник оперативного пункту ДПУ станції Порт-Петровський в Дагестані. У 1923 році — начальник секретного відділу Дагестанського обласного відділу ДПУ. У 1923—1924 роках — помічник начальника секретно-оперативної частини Дагестанського обласного відділу ДПУ. У 1924 році — начальник 1-го відділення Дагестанського обласного відділу ДПУ. У 1924—1926 роках — тво. начальника секретно-оперативної частини Дагестанського обласного відділу ДПУ. У січні 1926 — січні 1927 року — начальник секретно-оперативної частини і заступник начальника Дагестанського обласного відділу ДПУ.
У січні 1927 — червні 1928 року — помічник начальника Чорноморського окружного відділу ДПУ, начальник секретно-оперативної частини. Одночасно у січні 1927 — червні 1928 року — помічник начальника 32-го Новоросійського прикордонного загону ОДПУ. З березня по травень 1927 року був тво. начальника 32-го Новоросійського прикордонного загону ОДПУ.
У червні 1928 — квітні 1930 року — начальник Кабардино-Балкарського обласного відділу ДПУ.
У червні — жовтні 1930 року — начальник Владикавказького об'єднаного відділу ДПУ. У жовтні 1930 — серпні 1931 року — начальник Владикавказького оперативного сектора ДПУ.
У серпні 1931 — грудні 1932 року — начальник секретно-політичного відділу Повноважного представництва ОДПУ по Північно-Кавказькому краю.
У грудні 1932 — липні 1934 року — начальник Чеченського обласного відділу ДПУ. 15 липня 1934 — серпень 1936 року — начальник Управління НКВС по Чечено-Інгушській АРСР.
У серпні 1936 — квітні 1937 року — заступник начальника УНКВС по Північно-Кавказькому краю.
З 7 квітня 1937 по 10 січня 1938 року — начальник Управління НКВС по Сталінградській області.
З 10 січня по 12 листопада 1938 року — народний комісар внутрішніх справ Азербайджанської РСР.
Входив до складу особливих трійок, створених за наказом НКВС СРСР від 30 липня 1937 року, брав активну участь в сталінських репресіях.
Заарештований 12 листопада 1938 року. Засуджений Військовою колегією Верховного суду СРСР 4 березня 1939 року до страти. Розстріляний того ж дня. Не реабілітований.

## Звання
- майор державної безпеки (25.12.1935)
- старший майор державної безпеки (10.04.1937)

## Нагороди
- орден Леніна (11.07.1937)
- орден Червоного Прапора (20.11.1925)
- медаль «XX років Робітничо-Селянській Червоній Армії» (22.02.1938)
- знак «Почесний працівник ВЧК-ДПУ (V)»
- знак «Почесний працівник ВЧК-ДПУ (XV)»